# Journal de France
Pour plus de détails, voir Fiche technique et Distribution.
Journal de France est un documentaire français réalisé par Raymond Depardon et Claudine Nougaret, sorti le 13 juin 2012.

## Synopsis
A bord de son camping-car, Raymond Depardon parcourt la France et, équipé de deux chambres photographiques grand format, il en saisit - entre 2004 et 2010 - des vues fidèles à son regard humaniste. Claudine Nougaret, sa compagne et son habituelle ingénieure du son, retrouve de son côté de vieux extraits inédits de films que le cinéaste conserve précieusement depuis ses débuts. Le film alterne ces deux approches du travail du réalisateur / photographe.

## Le film
Journal de France est un voyage à travers la France mais aussi à travers le temps et les œuvres de Raymond Depardon. À bord de son camping-car il photographie au gré des rencontres, lieux, boutiques, individus et situations diverses pour finalement parvenir à « dégager une unité : celle de notre histoire quotidienne commune ».
Journal de France est la quinzième collaboration entre Raymond Depardon et sa productrice, ingénieur du son et épouse, Claudine Nougaret qui est aussi la voix off. Tout au long du film, pendant qu'il photographie, elle retrouve des bouts de films inédits : ses débuts à la caméra, ses reportages autour du monde qui sont comme des bribes de leur mémoire, de notre histoire aussi. Ces plans constituent autant de témoignages qui mêlent indifféremment mercenaires d'Afrique, Printemps de Prague, Élection présidentielle française de 1974, audiences de tribunaux, troubles psychiques, chasseurs sahéliens accompagnés d'Azawakh... alternant tour à tour, drame, témoignage historique, humour, esthétique photographique.
Chef-opératrice du son, Claudine Nougaret a soigné la bande-originale où se côtoient Patti Smith, Gilbert Bécaud, Alain Bashung et les œuvres d'Alexandre Desplat.
Avant d'aboutir à ce film, ce travail à la chambre photographique constitué de plus de 3000 clichés a fait l'objet d'une exposition à la Bibliothèque Nationale de France en 2010 et d'un livre de photographies intitulé La France de Raymond Depardon.

## Fiche technique
- Réalisation : Raymond Depardon, Claudine Nougaret
- Production : Claudine Nougaret
- Photographie : Raymond Depardon
- Montage : Simon Jacquet
- Son : Sophie Chiabaut, Yolande Decarsin, Guillaume Sciama
- Sociétés de Production : Palmeraie et Désert et France 2 Cinéma
- Genre : documentaire
- Durée : 100 min
- Pays :  France
- Langue : français
- Date de sortie :
  - France : 13 juin 2012

## Distinctions

### Nominations
- Césars 2013 : César du meilleur film documentaire